# Nodicia de Kesos
A Nodicia de Kesos ("Documento de Kesos") é talvez o primeiro texto escrito no idioma leonês, possivelmente ainda numa forma do idioma anterior ao próprio leonês e ao castelhano.
O documento foi feito em 959 ou 974, e ilustra a evolução do latim até uma língua românica por meio das palavras leonesas misturadas às latinas. Foi feito em Ardón, no Reino de Leão, município situado atualmente na província espanhola de Leão.
O documento já era conhecido, na medida em que é um dos textos que Ramón Menéndez Pidal utilizou em sua obra Orígenes del español em 1926 para descrever o estado dos idiomas românicos peninsulares no século X. O texto em si é uma simples nota de caráter funcional; trata-se do inventário de queijos feito pelo monge responsável pela despensa do Mosteiro de Santos Justo e Pastor, na vila de La Rozuela, próxima de Leão. Foi escrito na parte traseira de um documento de doação, datado do ano de 956. Como é um pergaminho reutilizado, já teria deixado de ter valor legal; através deste raciocínio Pidal estabeleceu como sua data possível o ano de 980. Estudos mais recentes, no entanto, feitos por acadêmicos como J.M. Fernández Catón e outros, propõem uma datação ligeiramente anterior, por volta dos anos 974-975, devido a uma referência histórica contida no próprio texto, a menção de uma visita do rei Ramiro III.
A maior importância da Nodicia de Kesos reside no fato de que é uma anotação de uma das formas mais primitivas do românico, e que não se encontra no complexo idioma jurídico utilizado na linguagem escrita da época, repleto de fórmulas latinas; neste caso, o despenseiro parece ter escrito no idioma coloquial sem seguir qualquer modelo, redigindo-o de forma totalmente livre e espontânea, aproximando-se assim do idioma que realmente era falado naquele período.
Atualmente encontra-se conservado no arquivo da Catedral de Leão, onde é classificado como Manuscrito 852v.

## Texto
1ª coluna
Nodicia de /kesos que /espisit frater /Semeno: jn labore /de fratres jn ilo ba- /celare /de cirka Sancte Ius- /te, kesos U; jn ilo /alio de apate, /II kesos; en [que] /puseron ogano, /kesos IIII; jn ilo /de Kastrelo, I; /jn ila vinia majore, /II
2ª coluna
/que lebaron en fosado, /II, ad ila tore; /que baron a Cegia, /II, quando la talia- /ron ila mesa; II que /lebaron Lejione; II /..s...en /u...re... /...que... /...c... /...e...u /...alio (?) /... /g... Uane Ece; alio ke le /ba de sopbrino de Gomi /de do...a...; IIII que espi- /seron quando llo rege /uenit ad Rocola; /I qua salbatore ibi /uenit

### Tradução
"Relação dos queijos que gastou o irmão Jimeno: No trabalho dos frades, no vinhedo dos arredores de San Justo, cinco queijos. No outro do abade, dois queijos. No que puseram neste ano, quatro queijos. No de Castrillo, um. Na vinha maior, dois [...] que levaram em fossado à torre, dois. Que levaram a Cea quando cortaram a mesa, dois. Dois que levaram a Leão [...] outro que leva o sobrinho de Gomi [...] quatro que gastaram quando o rei veio a Rozuela. Um quando Salvador veio aqui."